# Robert Antoine Pinchon
Pour les articles homonymes, voir Pinchon.
Robert Antoine Pinchon, né le 1er juillet 1886 à Rouen et mort le 9 janvier 1943 à Bois-Guillaume, est un peintre postimpressionniste de la deuxième génération de l'École de Rouen. Dès l'âge de dix-neuf ans (1905-1907), il a travaillé dans un style fauve, mais n'a jamais dévié dans le cubisme, et, contrairement à d'autres, n'a jamais constaté que le postimpressionnisme ne remplissait pas ses besoins artistiques. Vers 1903, le grand amateur d'art François Depeaux le remarque. Chez Depeaux, Robert Antoine Pinchon a maintes fois l'occasion de converser avec Albert Lebourg, Camille Pissarro et Claude Monet. Monet qui le définit ainsi : « Une étonnante patte au service d'un œil surprenant »,,.
Ses œuvres importantes traitent de la Seine, à Rouen et à l'entour.

## Biographie

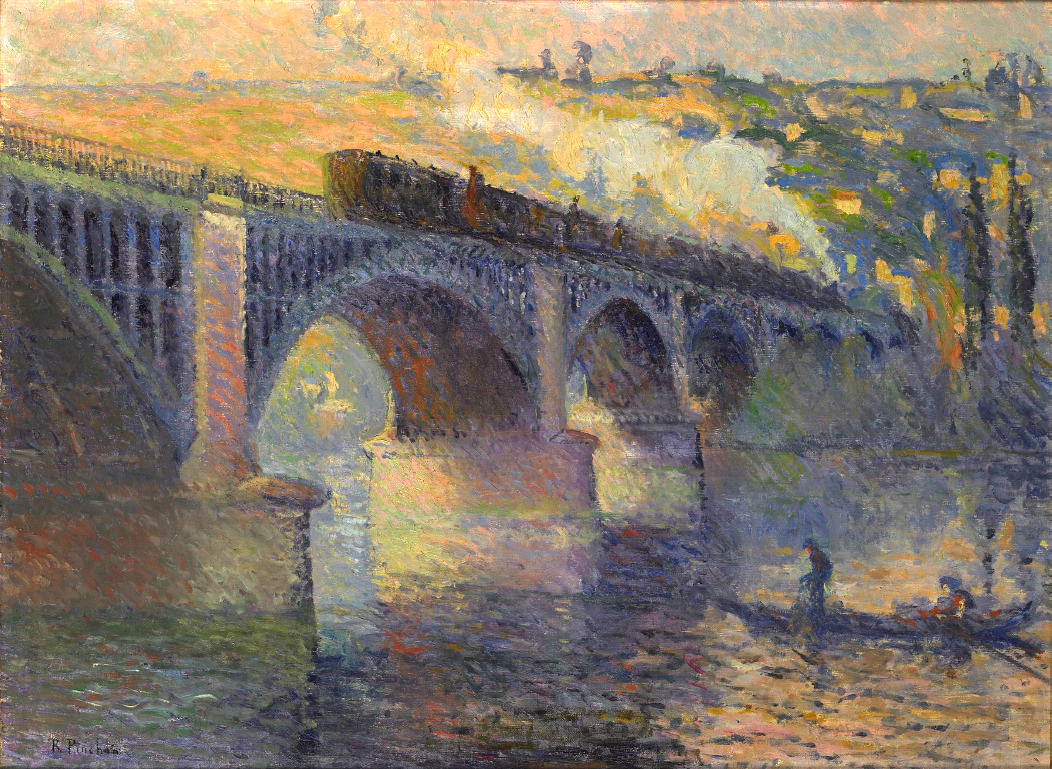
Robert Antoine Pinchon, Le Pont aux Anglais, soleil couchant, 1905, huile sur toile, 54 × 73 cm, musée des beaux-arts de Rouen.

Fils de Robert Pinchon, bibliothécaire, journaliste, critique dramatique de la ville de Rouen et ami intime de Guy de Maupassant, Robert Antoine Pinchon est, très jeune, attiré par la peinture. Talent précoce, il expose ses premières toiles en 1900, à l'âge de 14 ans.
Robert Antoine Pinchon fait ses études secondaires au lycée Corneille à Rouen, puis suit des cours à l'école des beaux-arts de la même ville. Il participe au Salon municipal des beaux-arts de Rouen en 1903, au Salon d'Automne en 1905 et 1906, à Paris, à la Galerie Legrip en 1905 et 1906, à Rouen. Il participe également à la Société des Artistes Rouennais, au musée des beaux-arts de Rouen en 1907, à la Galerie des Artistes Modernes (Chaine et Simonson), à Paris, en 1909, au Salon du Havre de 1909, 1922 et 1923, à la Galerie A.M. Reitlinger, 12 rue La Boétie à Paris en 1926, au Salon des Tuileries en 1928 et 1929.

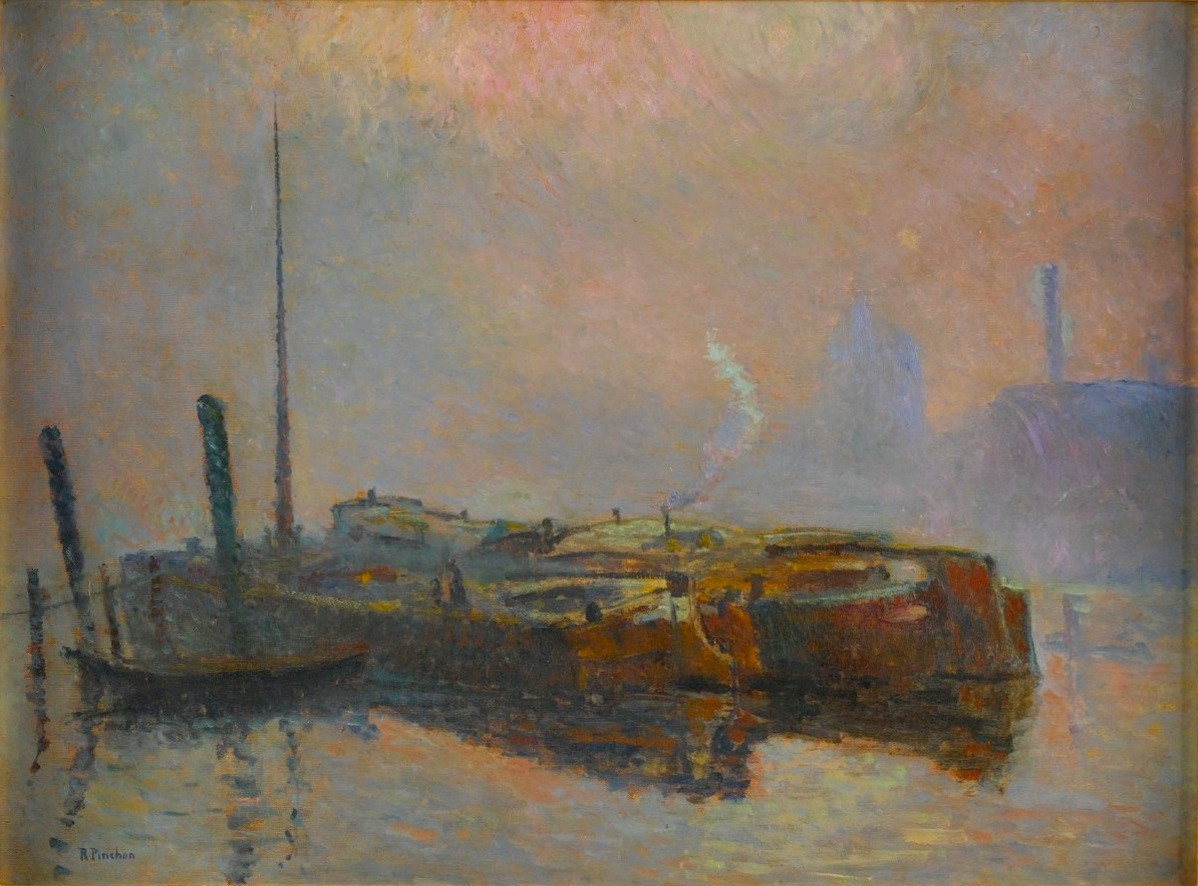
Péniche dans la brume. Musée des beaux-arts de Rouen, Donation François Depeaux, 1909.

En 1907, Pinchon fonde avec Pierre Dumont le Groupe des XXX (Trente), d'environ 30 artistes et littérateurs indépendants parmi lesquels figurent André Derain, Raoul Dufy, Henri Matisse et Maurice de Vlaminck. La rutilance de sa palette trouve un écho dans les recherches fauves alors en plein épanouissement, sans jamais s’aventurer dans l’arbitraire expressif de la couleur pure.
Mobilisé pendant la Première Guerre mondiale, il est blessé pendant la bataille de la Marne à Berry-au-Bac. Par la suite, il est fait prisonnier au cours de la bataille de Verdun.
Il prend part à de nombreuses expositions à Rouen, aux salons de la Société des Artistes rouennais dont il deviendra président en 1935, ainsi qu'au Salon des artistes français. Il devient membre de l'Académie de Rouen en 1932, dont il sera le président en 1941.
Il est nommé officier de l'Instruction publique en 1939.

« Peintre de la lumière, coloriste virtuose, il exprime avec toute la vivacité de sa palette et la délicatesse de sa touche les aspects changeants du paysage normand, les éclats du soleil sur la ville ou les feux éclatants de l'automne. »

— Musée des beaux-arts, Rouen, 2010, 

## Distinctions
- Officier d'académie (1932)[8],[9]
- Officier de l'Instruction publique (1939).

## Galerie

Ponts
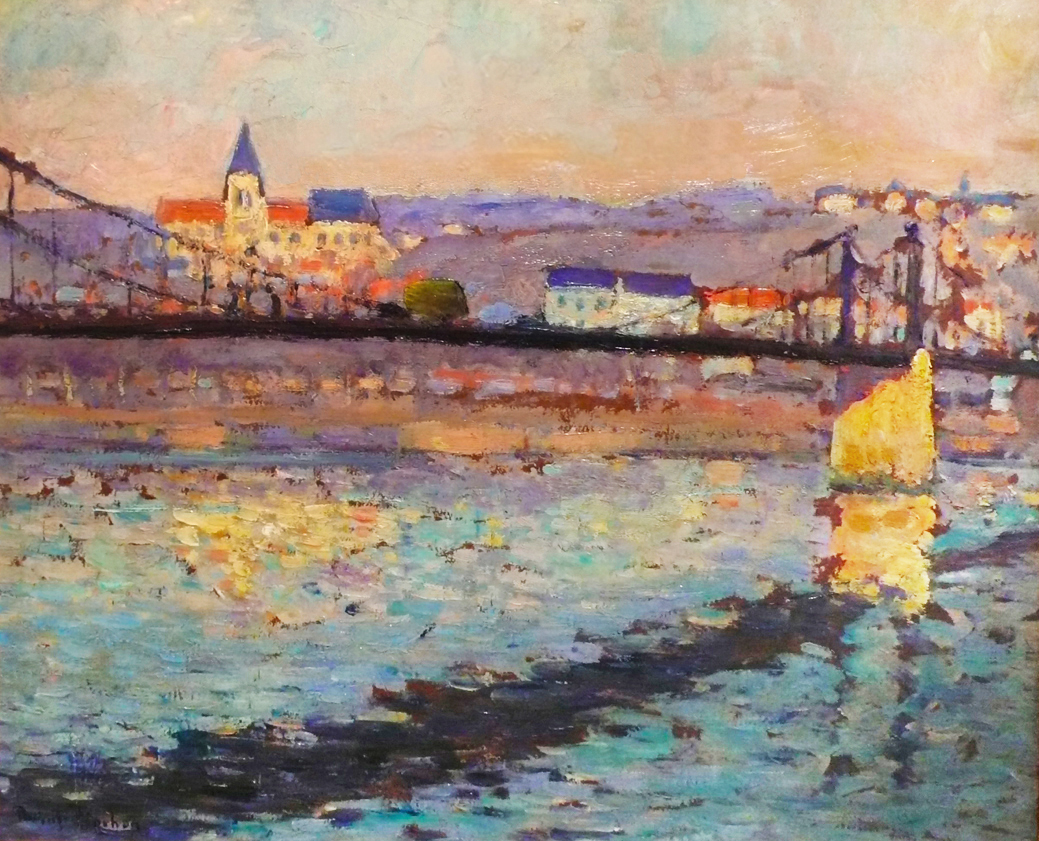
1904, Triel sur Seine, le pont du chemin de fer, 46 × 55 cm
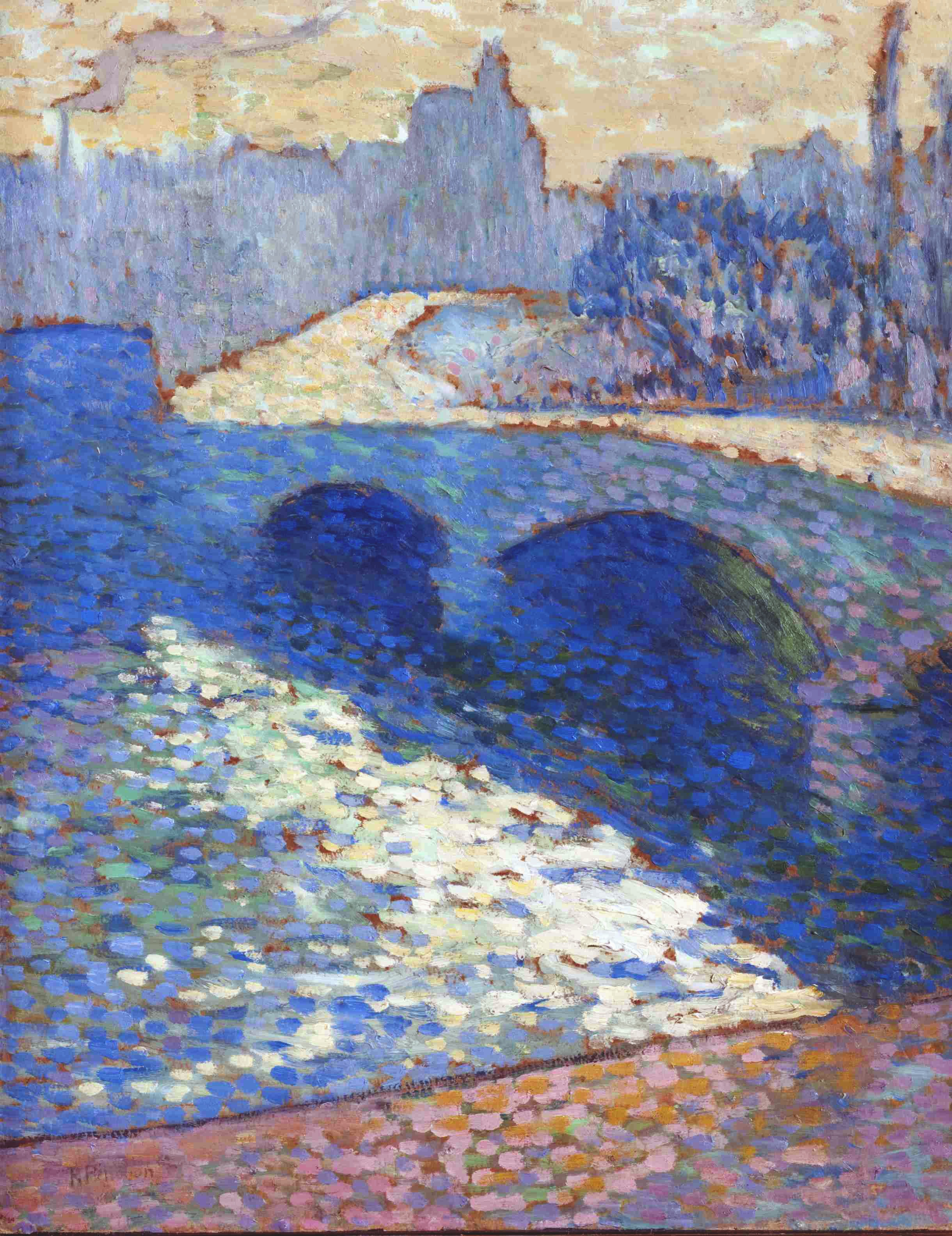
1905, La Seine à Rouen au crépuscule, huile sur carton, 65 × 54 cm
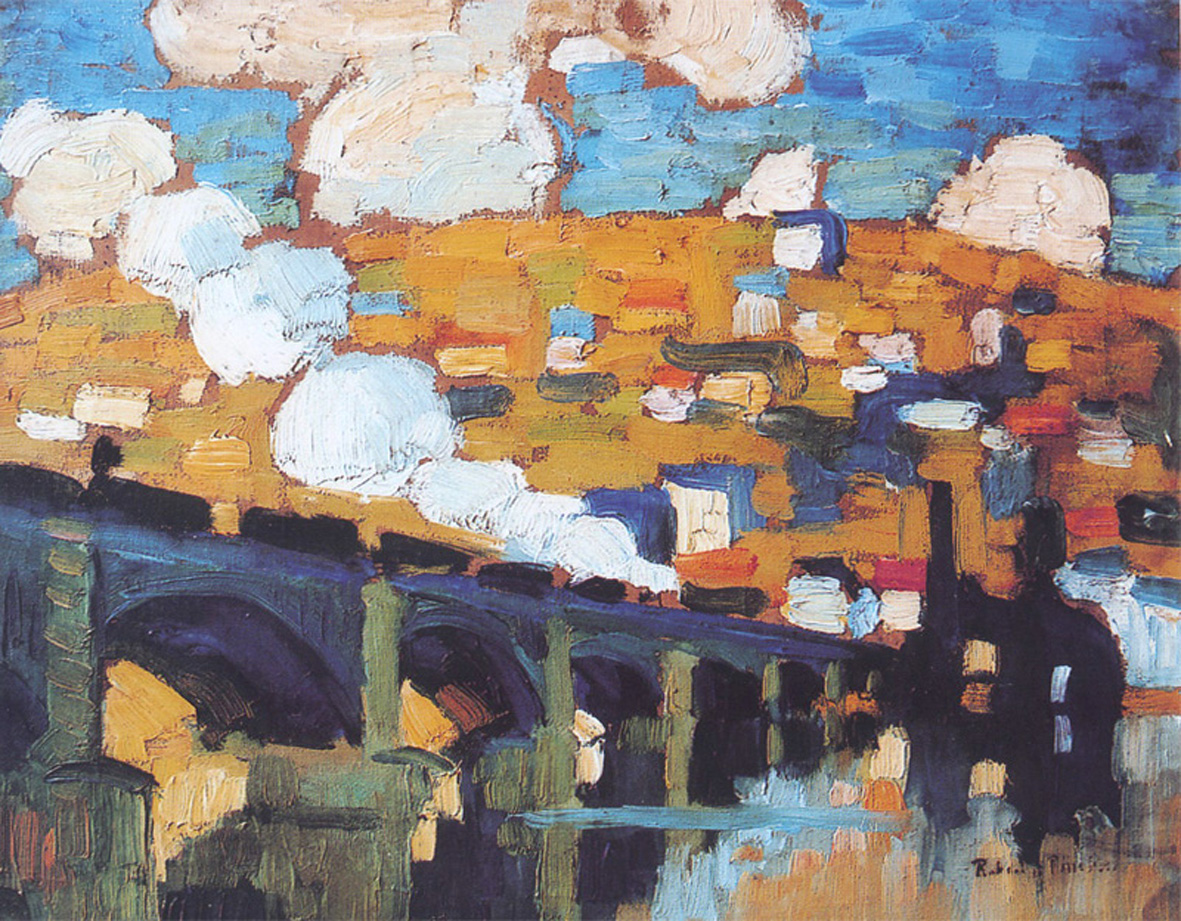
1905, Le Pont aux Anglais, Rouen, huile sur toile, 38 × 46 cm, collection privée
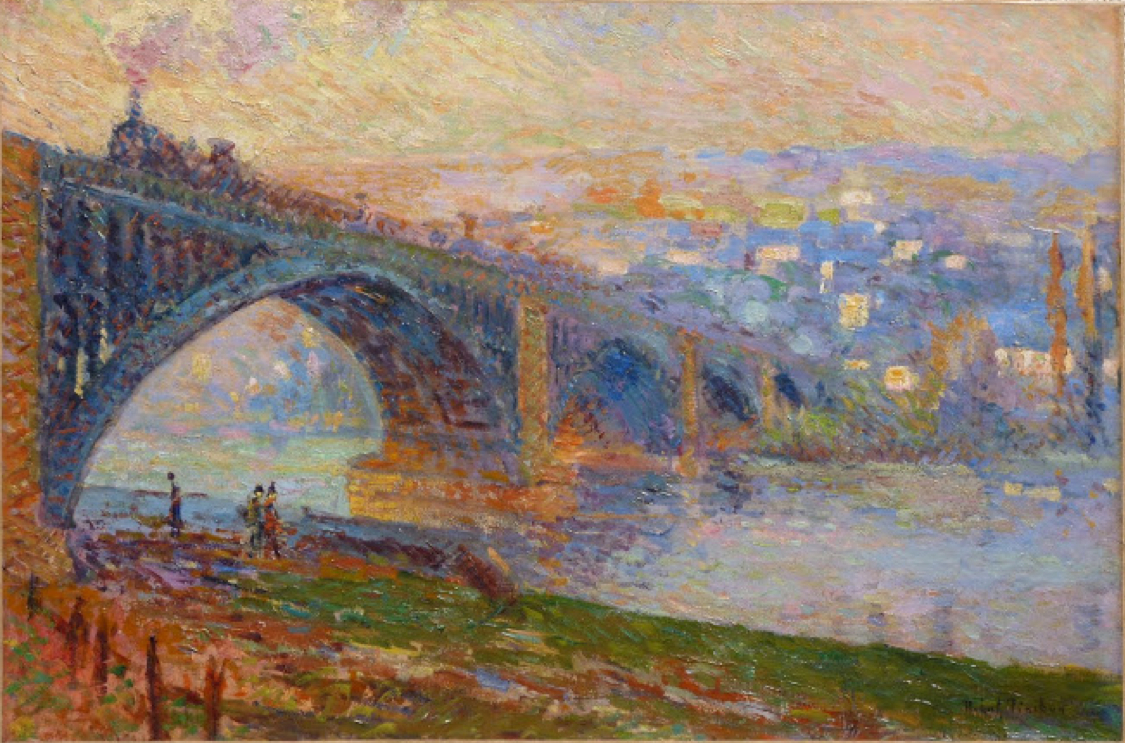
c.1905, Rouen, Le Pont aux Anglais

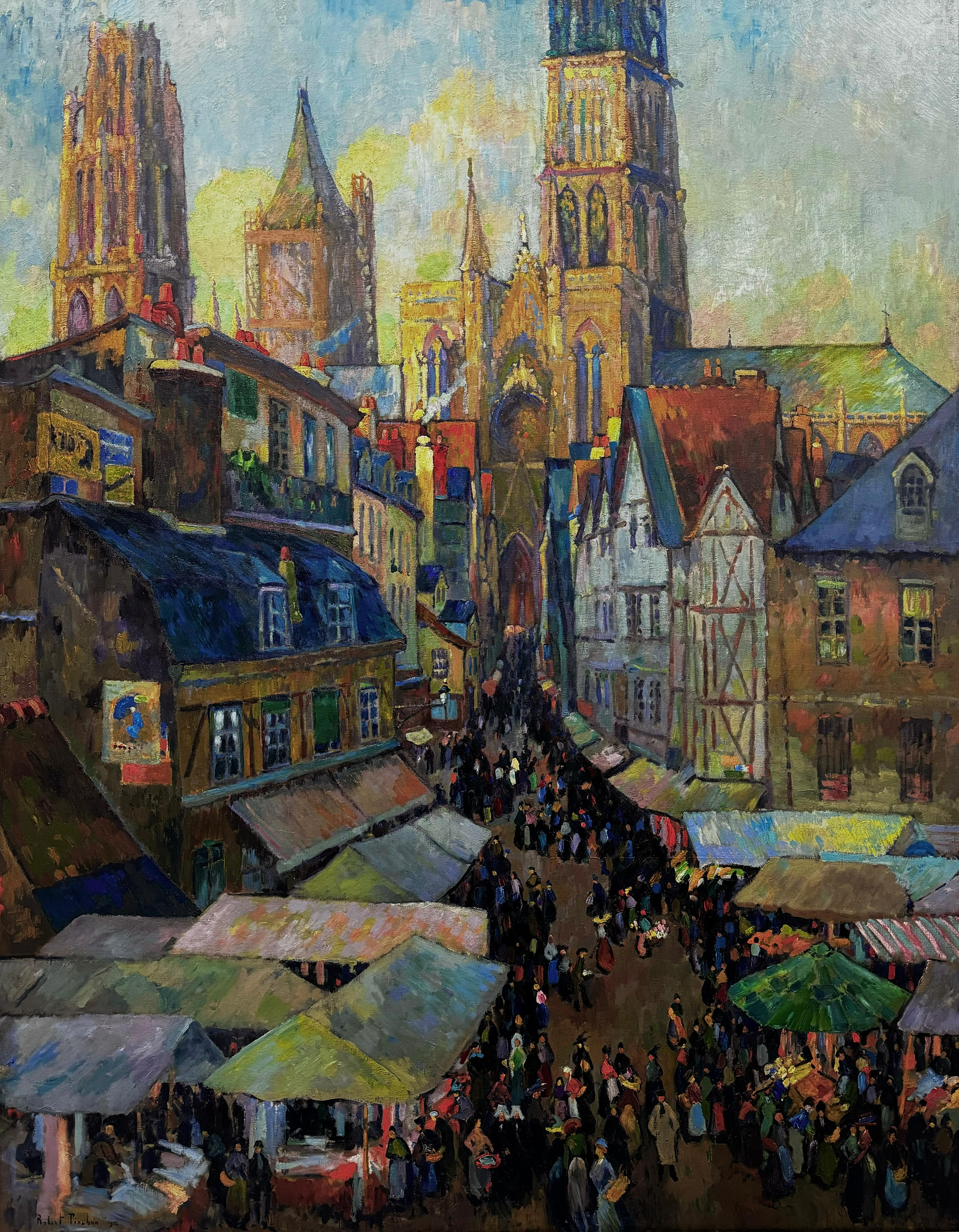
1912, Rue de l'épicerie à Rouen, huile sur toile

Fleurs et jardins
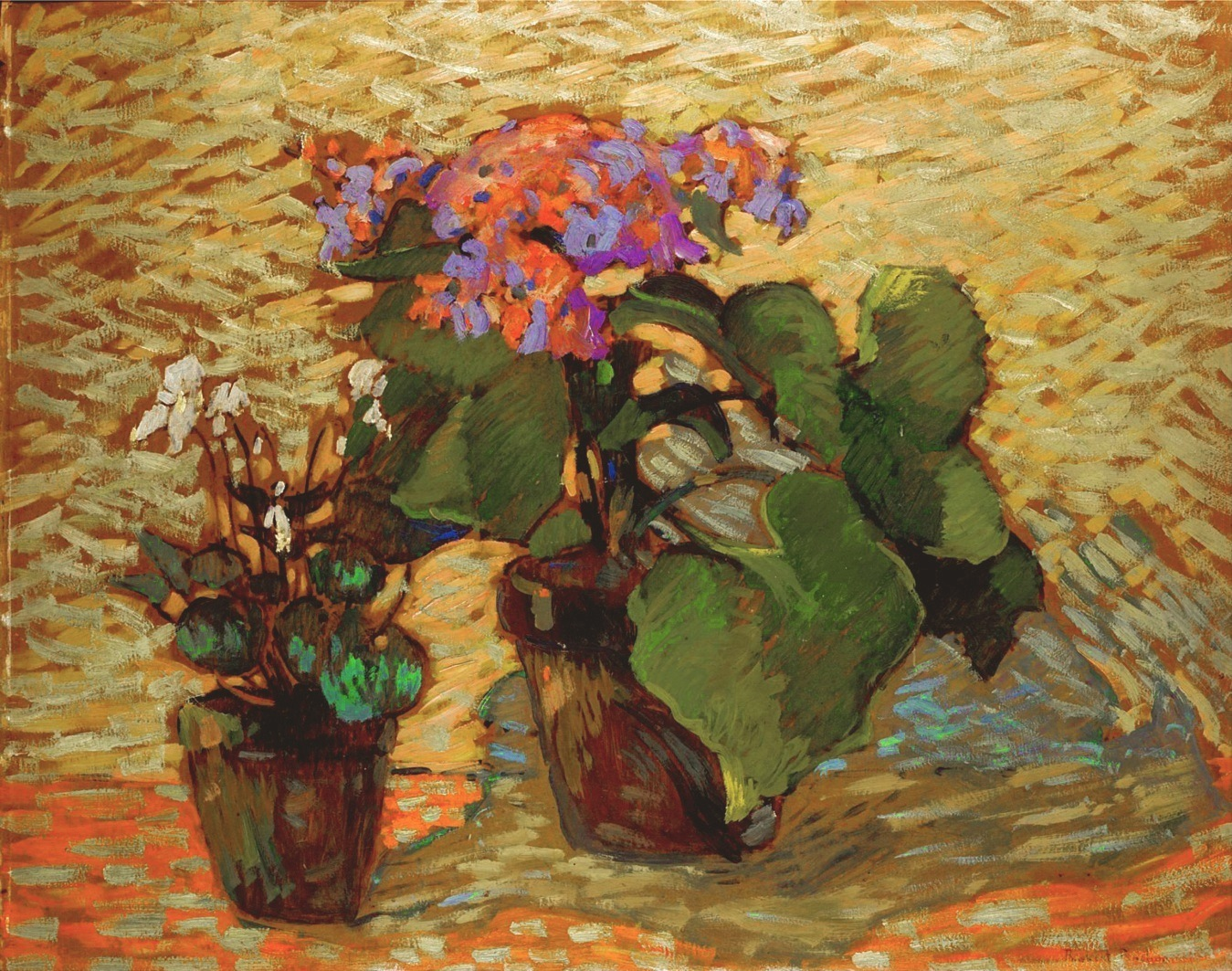
1915-20, Pots de géraniums, huile sur panneau, 72,8 × 91,5 cm
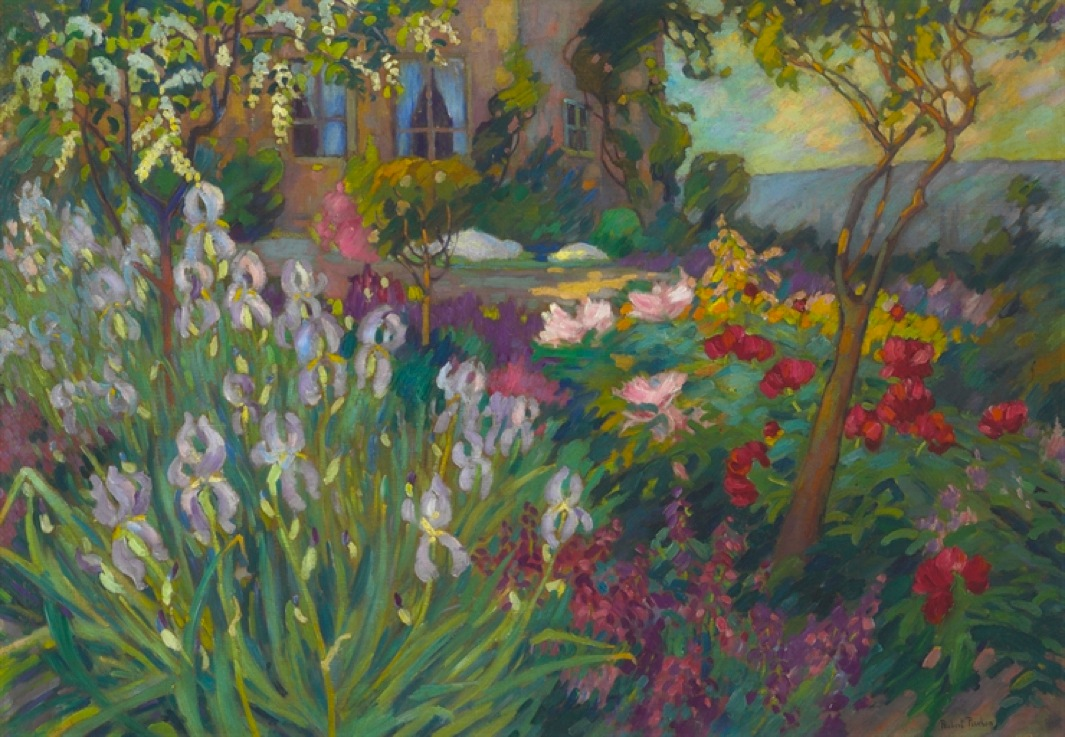
c. 1920, Le Jardin aux iris, huile sur toile, 80,9 × 116,2 cm
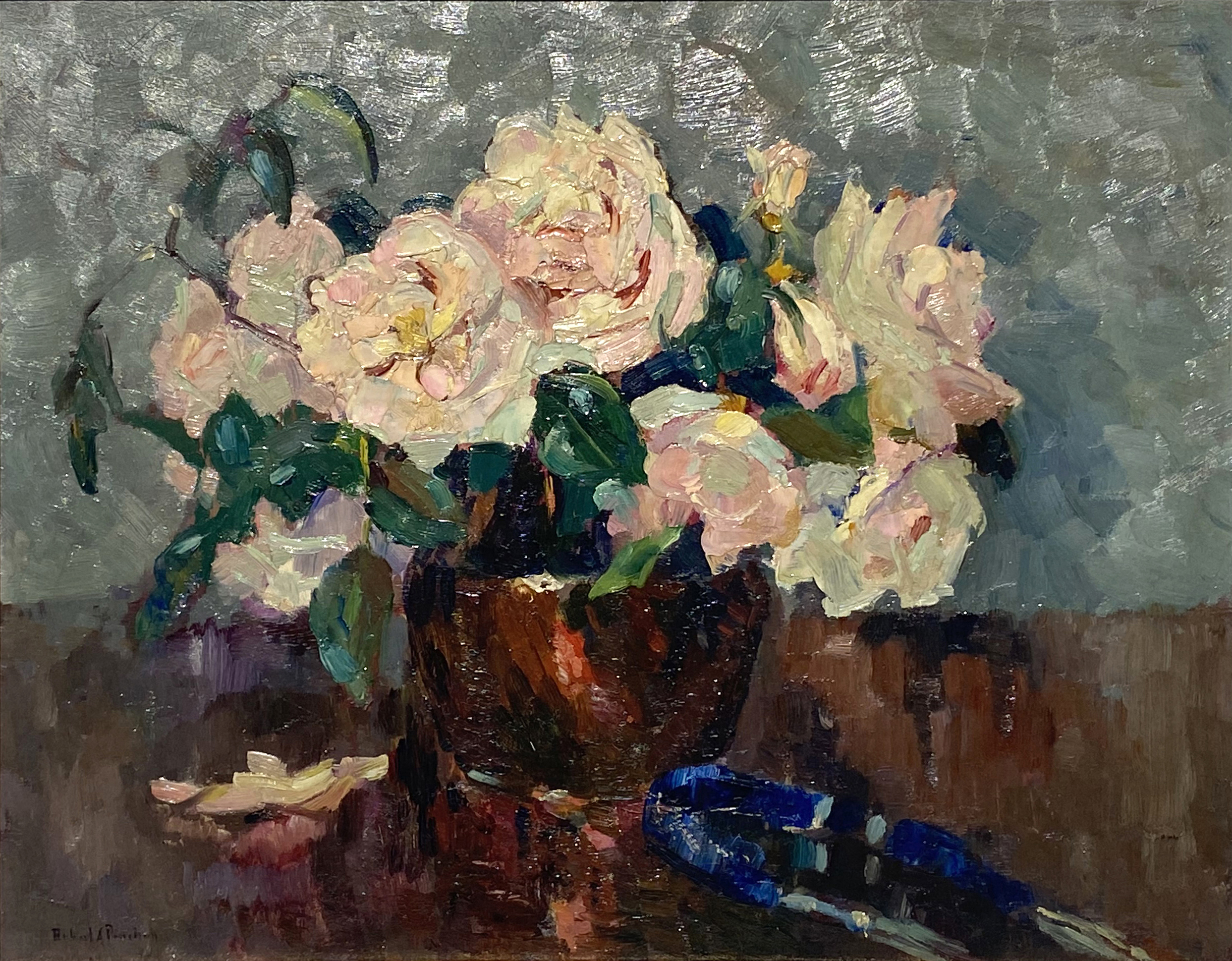
c. 1915, Fleurs dans un vase, huile sur panneau, 43 x 56 cm, collection privée
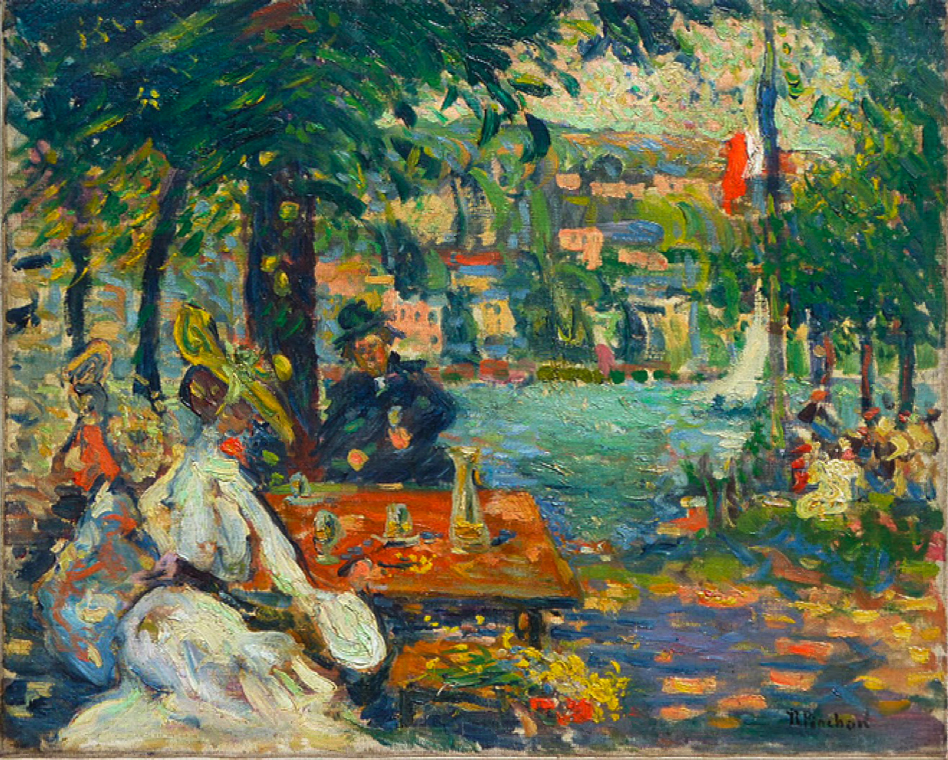
Un après-midi à l'île aux Cerises, Rouen, huile sur toile, 50 × 61,2 cm

Paysages et champs
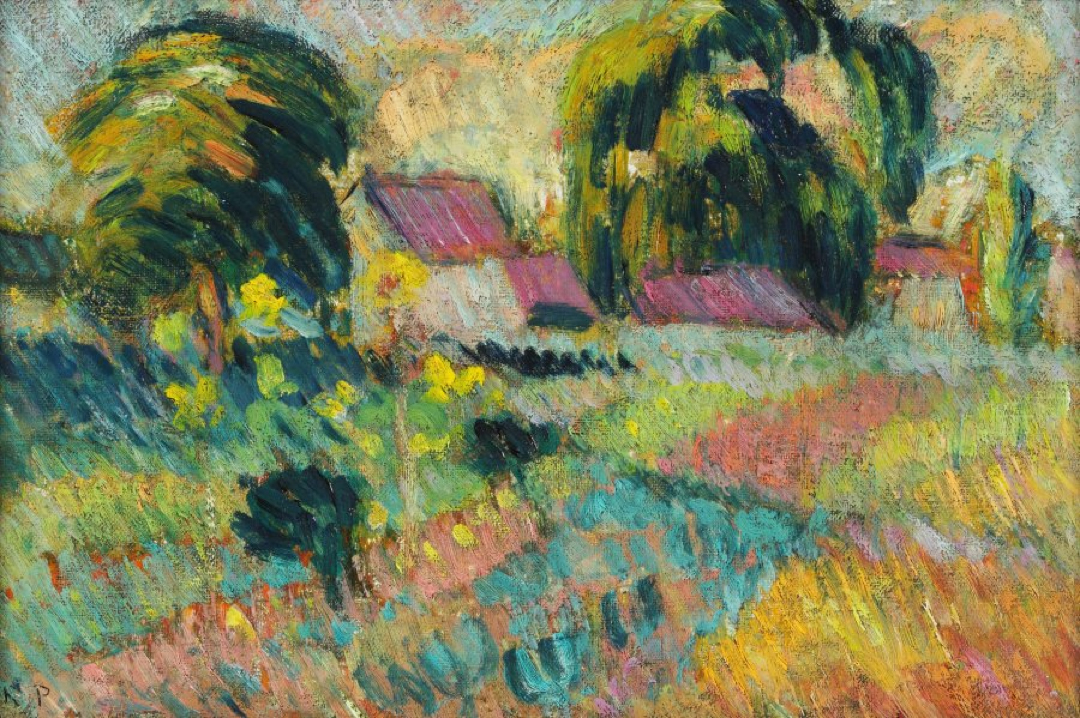
c. 1905, Hameau des environs de Rouen, huile sur toile, 22 × 33 cm
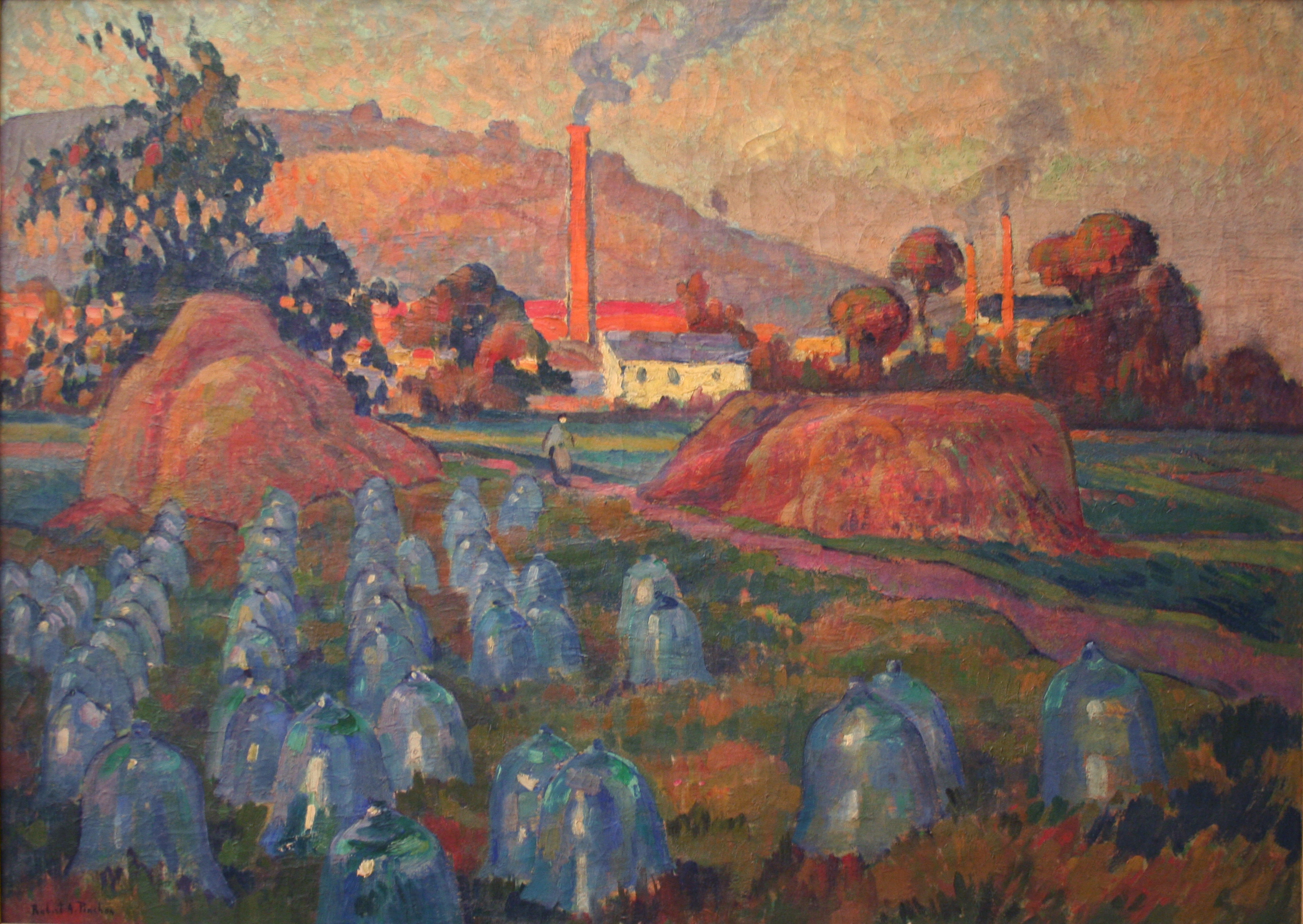
1921, Le Jardin maraicher, huile sur toile, 74 × 100 cm, musée des beaux-arts de Rouen
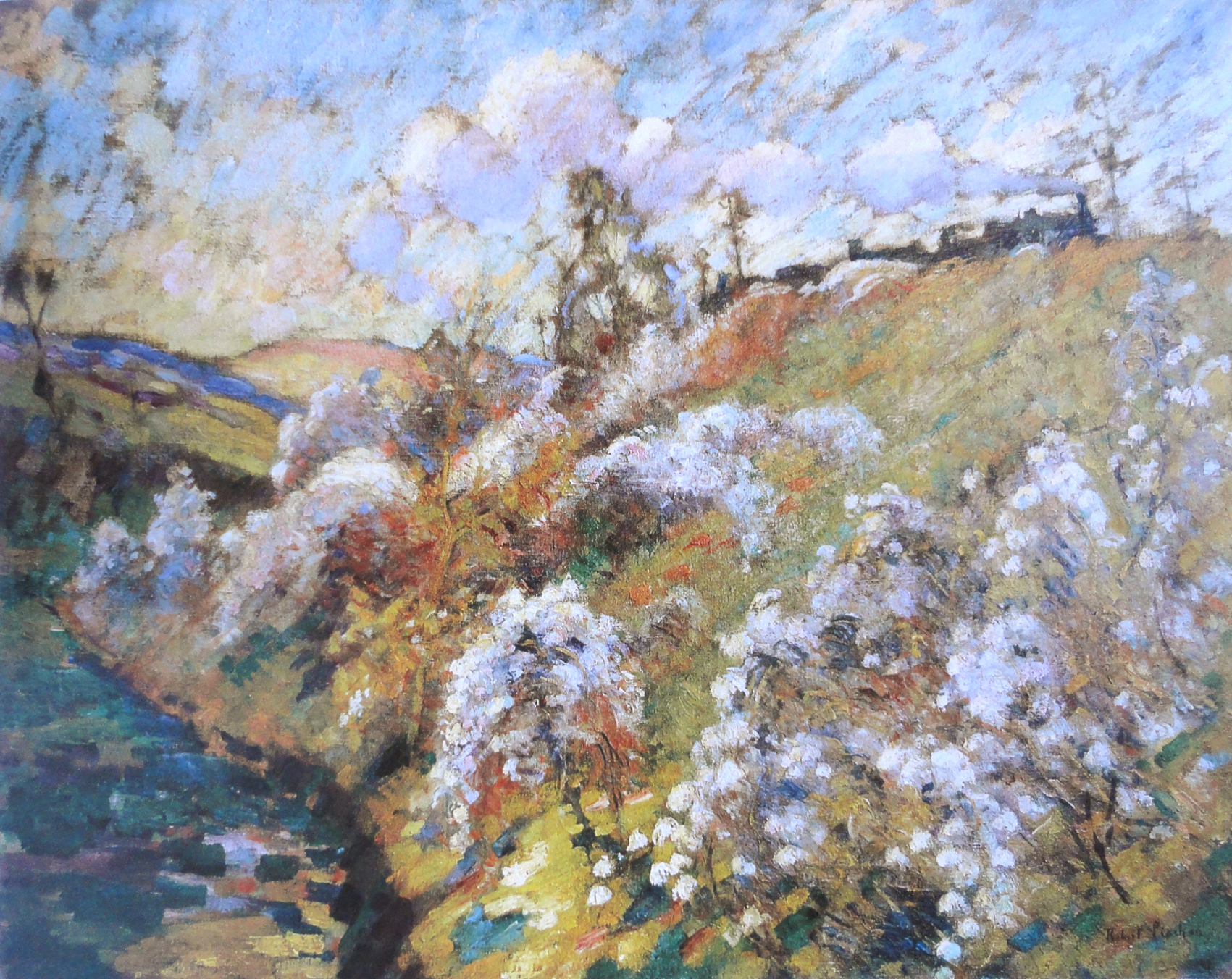
1912, Le Talus de chemin de fer, huile sur toile, 81 × 100 cm
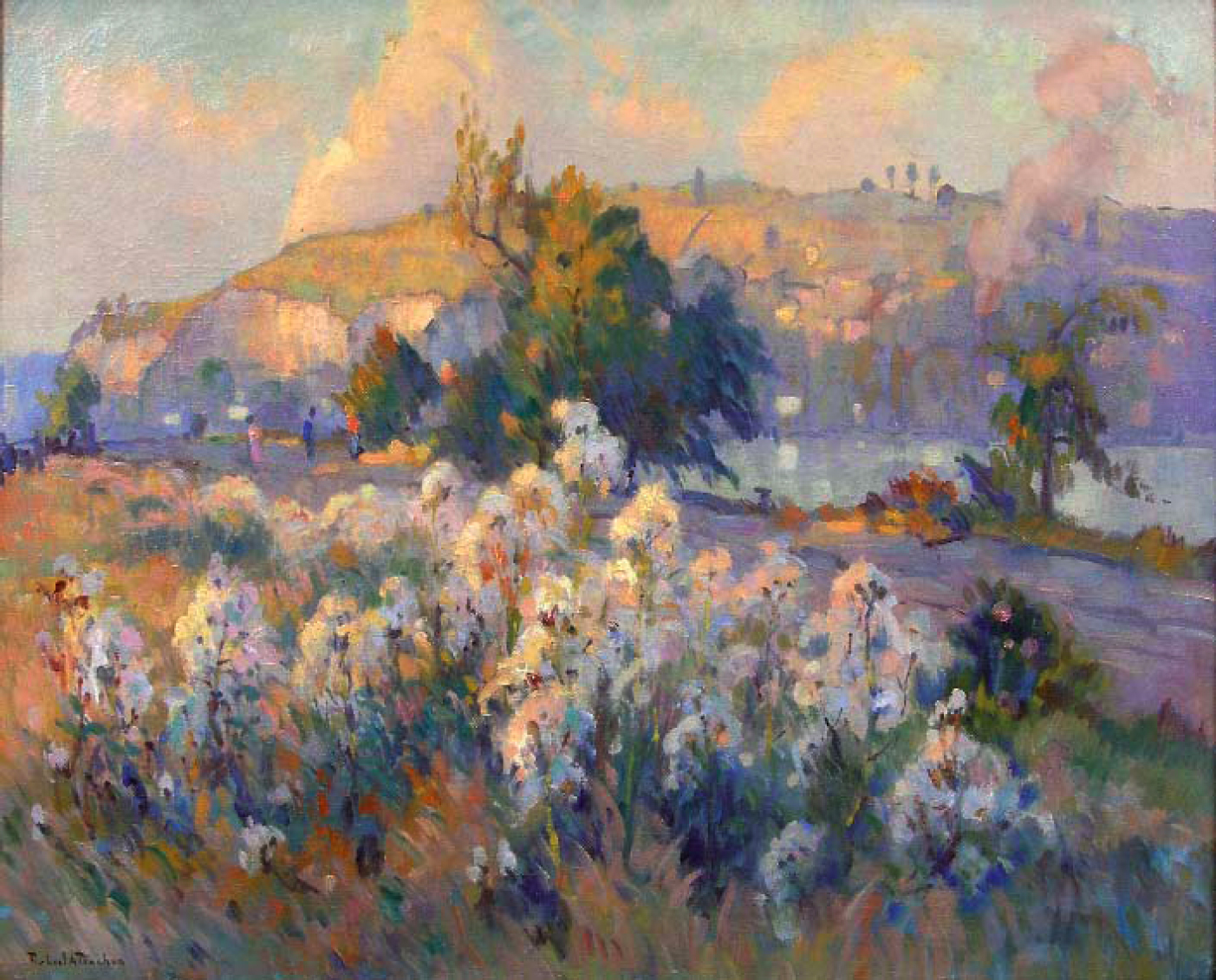
Les Chardons en bord de Seine (Chardons en fleurs), huile sur toile, 65 × 81 cm

Rivières
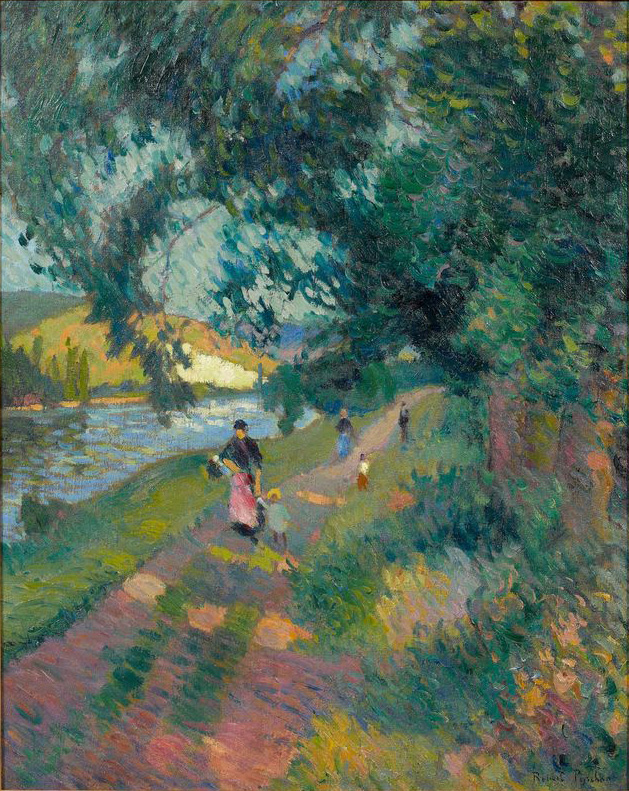
Promenade sur le chemin de Halage, huile sur toile, 81 × 65 cm
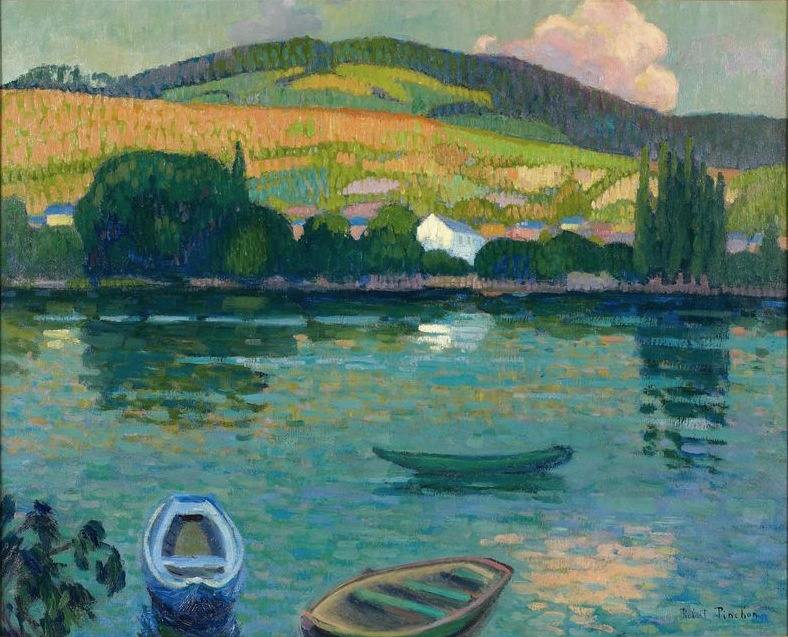
1909-10, Les coteaux de Belbeuf (Barques), huile sur toile, 65.5 × 81 cm
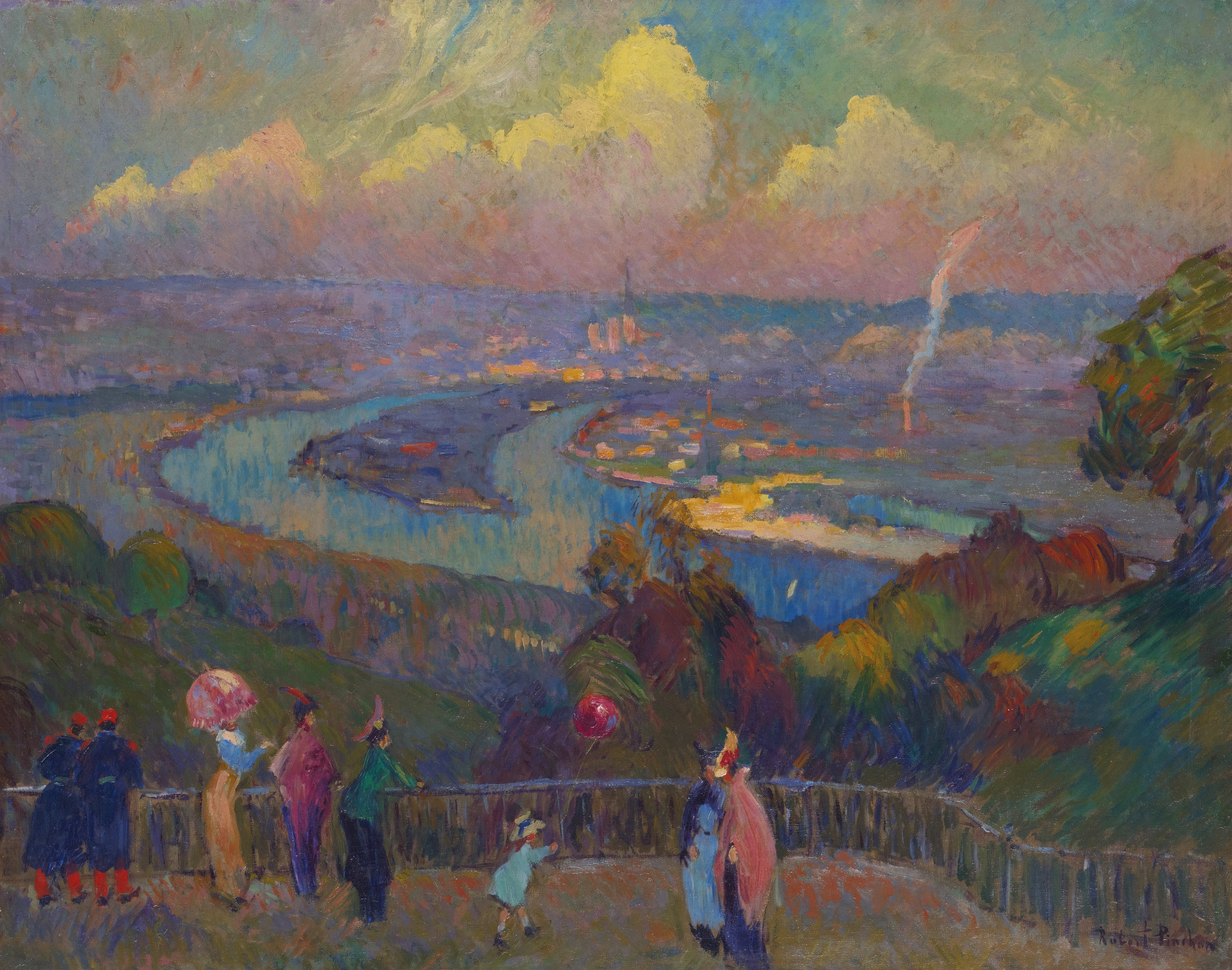
Rouen, La Seine, Vue depuis les hauteurs de Caudebec[10], huile sur toile, 73,7 × 92,4 cm
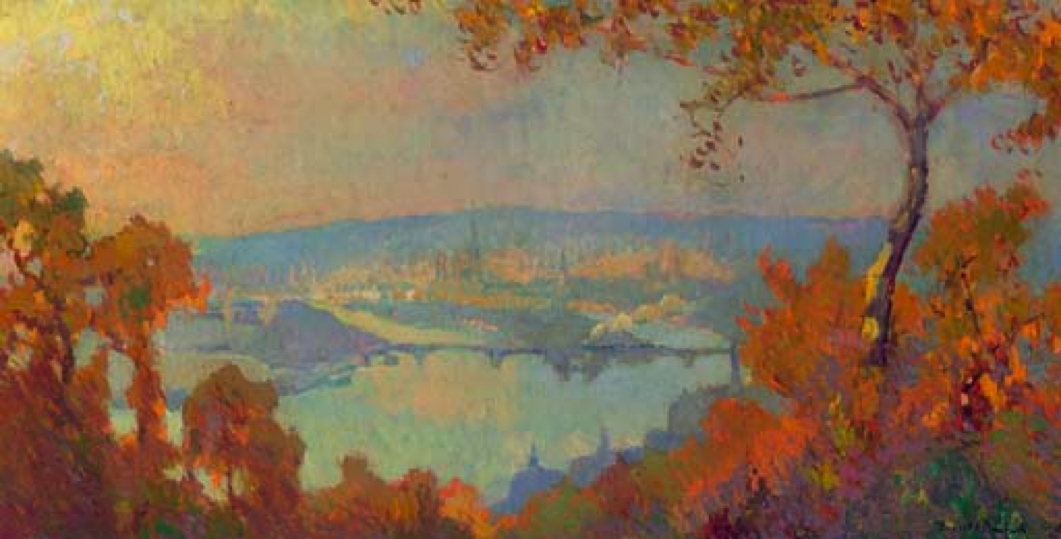
Rouen, vue de la Seine, huile sur toile, 48,9 × 94 cm

Effets de neige
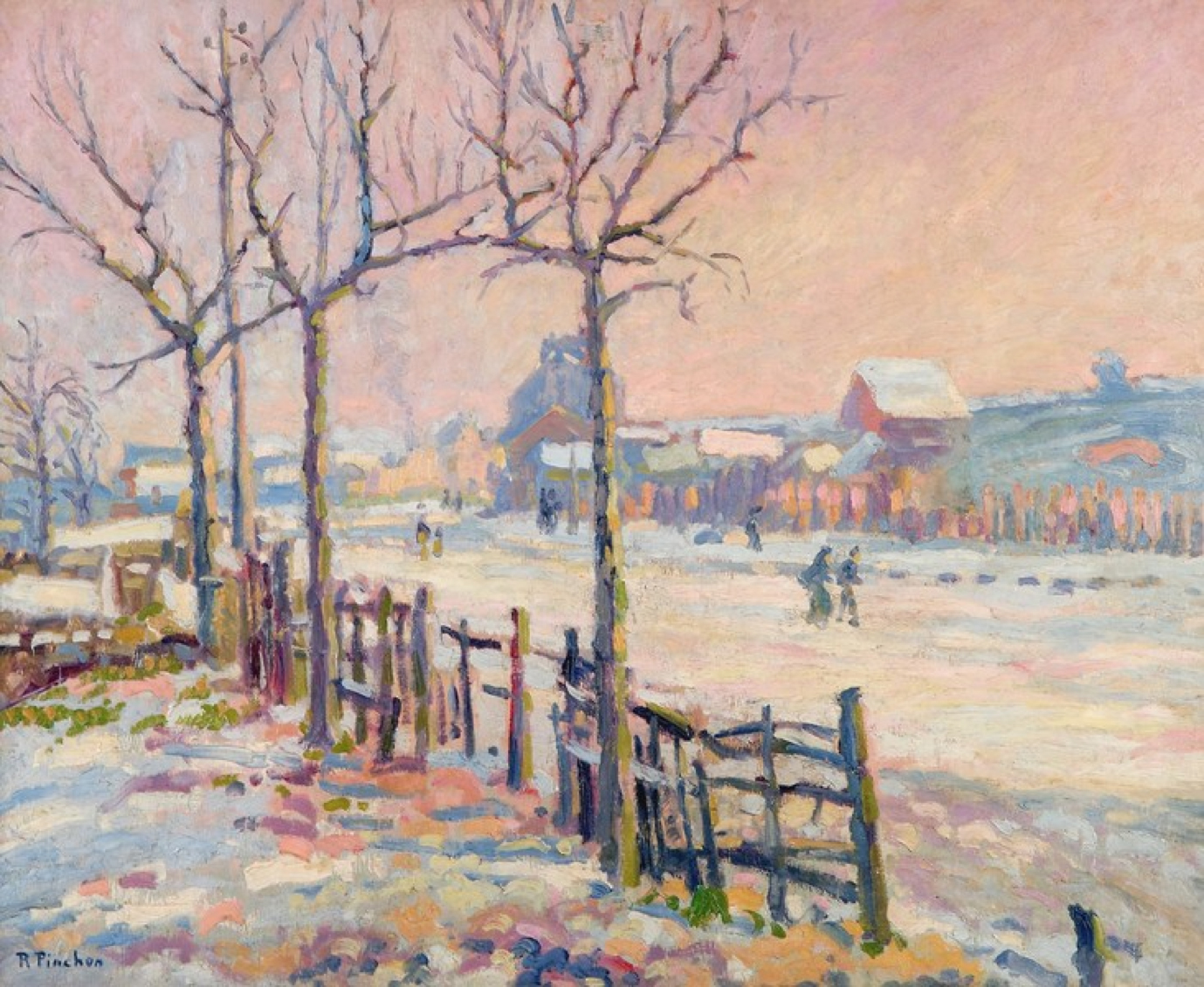
1905, Paysage d'hiver (Le chemin, neige), huile sur toile, 60 × 73 cm, collection privée
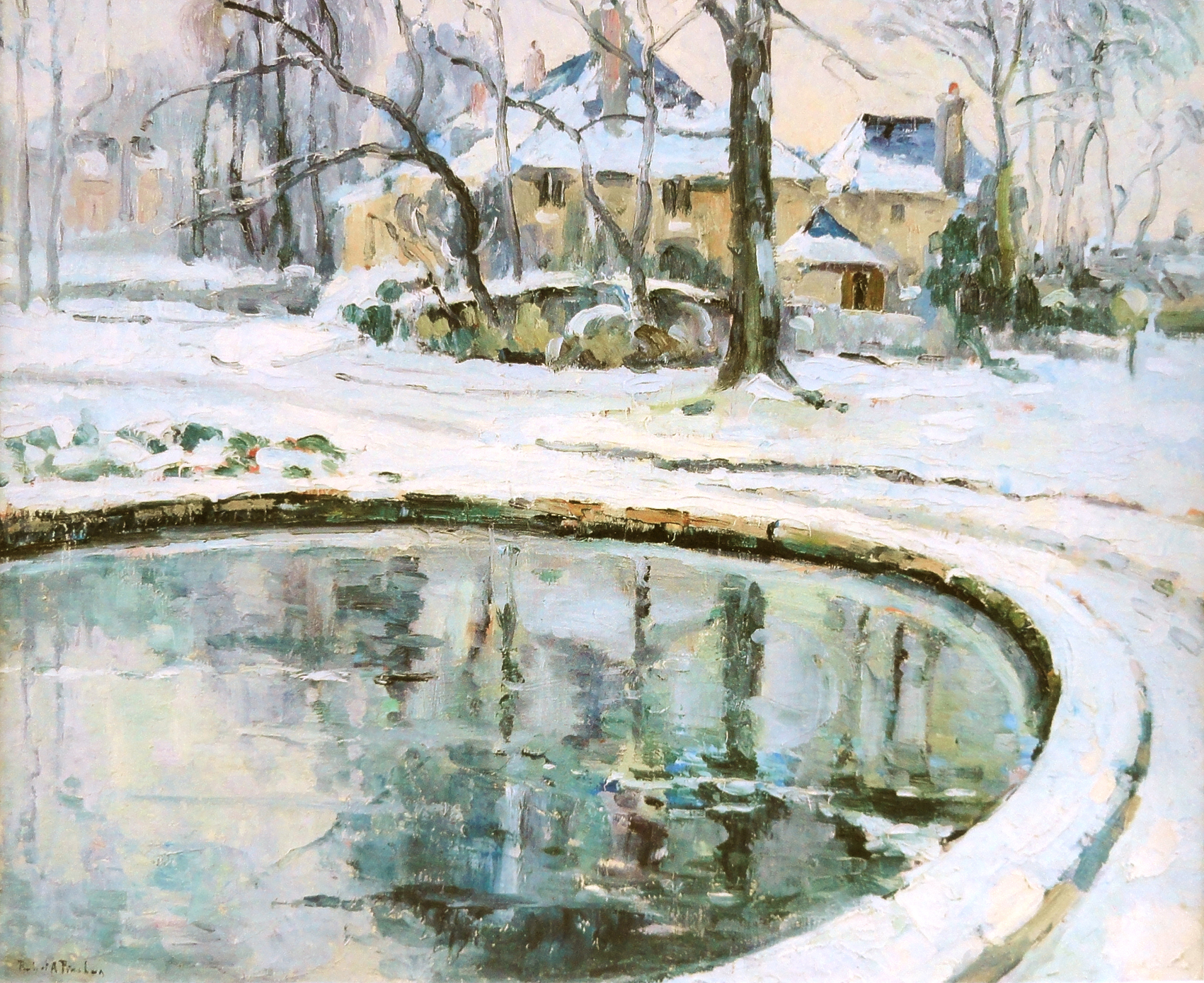
Le Bassin, neige, huile sur toile, 50 × 60 cm
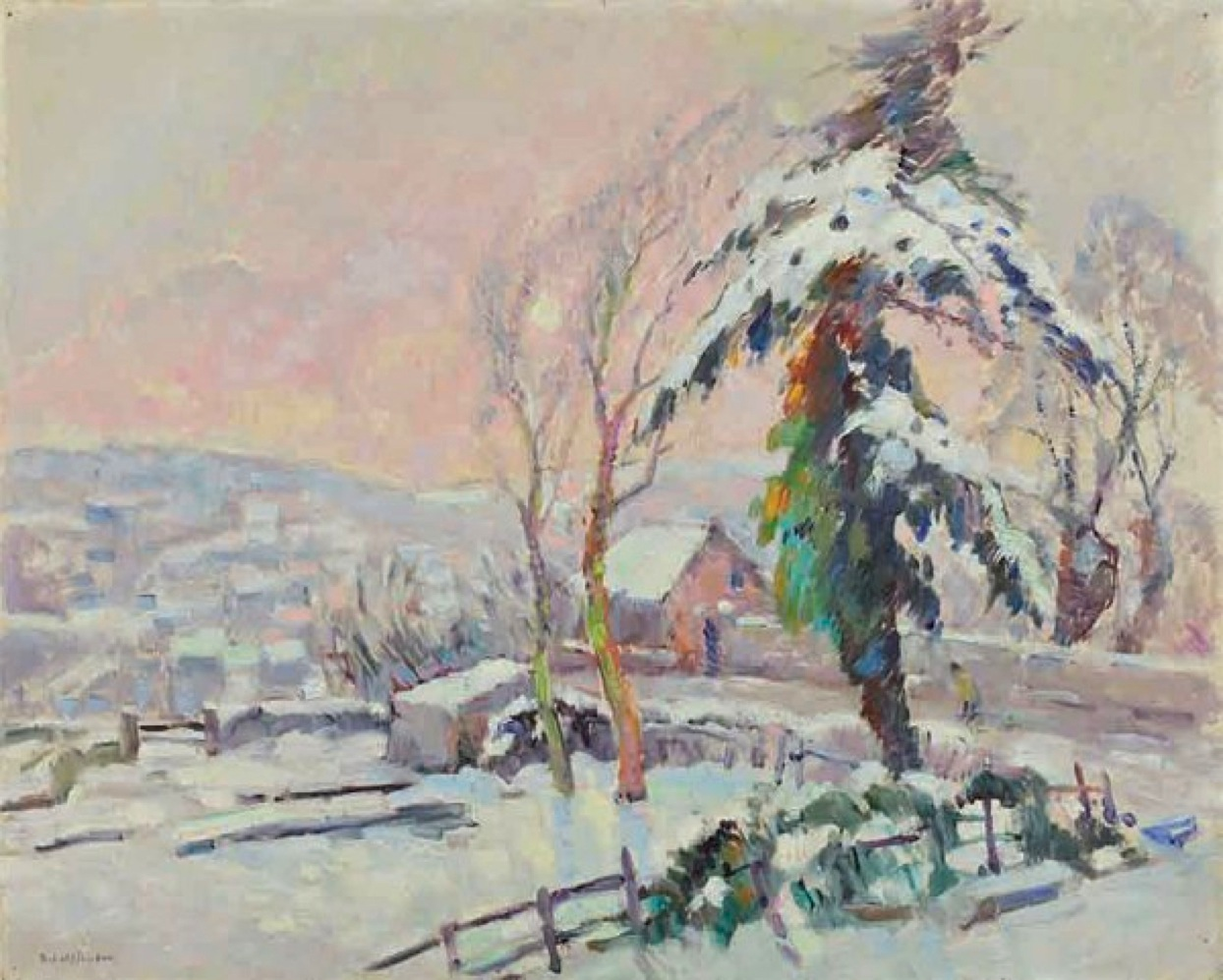
Village enneigé, huile sur toile, 73 × 92 cm
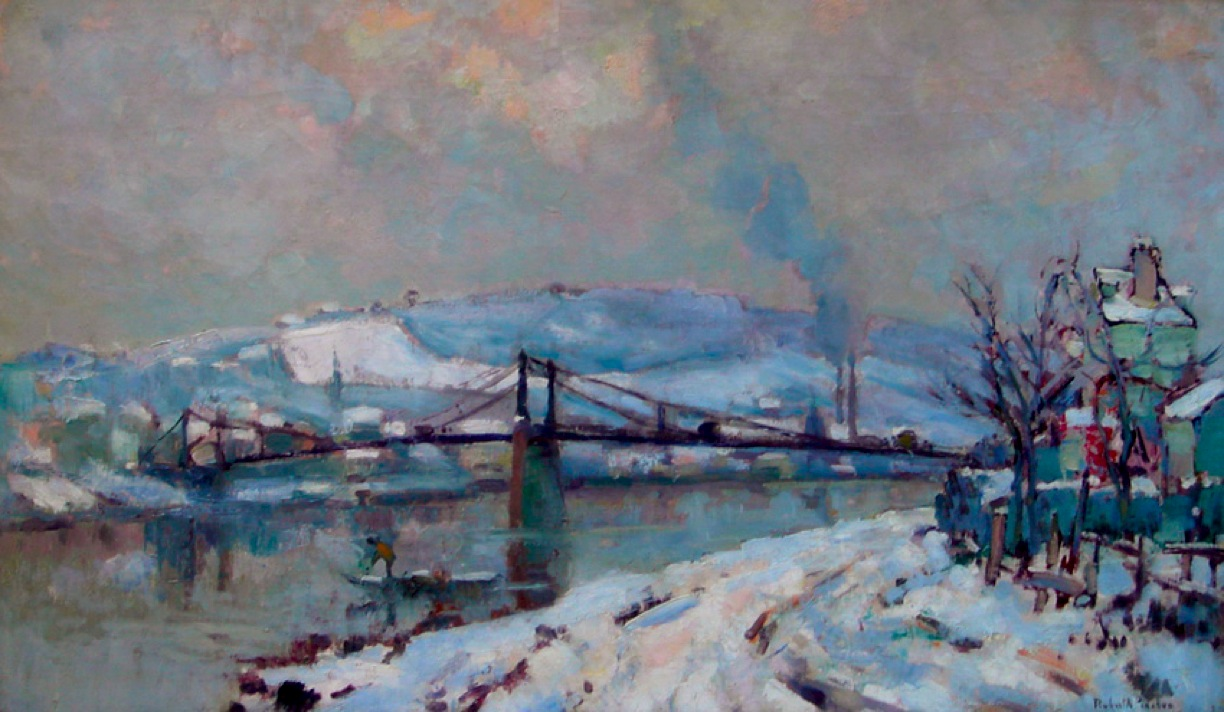
Le Pont d'Elbeuf sous la neige, huile sur toile, 54 × 92 cm

## Œuvres dans les musées
- Musée des Beaux-Arts de Rouen :
  - Effet de neige (1909)[11]
  - Le Pont aux Anglais, soleil couchant, (1909)[12]
  - Péniches dans la brume (1909)[13]
  - Vue prise du mont Gargan, soleil couchant, (avant 1909)[14]
  - Le Jardin maraîcher (c. 1921)[15]
  - Le Port et le pont transbordeur de Rouen (1943)[16]
  - Le Pourquoi-Pas du commandant Charcot dans le port de Rouen (1935)[17]

- Autres musées :
  - Le Coteau d'Amfreville, près Rouen (La carrière à mi-voie) (1908) musée de Draguignan
  - Les Inondations (1907), musée de Louviers[18]
  - Barque échouée, Saint Valery en Caux (avant 1927), office national des combustibles liquides, Paris
  - Bord de Seine à Caumont (c. 1928-30), musée Alfred-Canel, Pont-Audemer

## Œuvres dans les collections privées
- La Lande à Petit-Couronne (1903)
- Les Toits rouges (1903), Christie's New York, 2012
- La Seine à Croisset (1903)
- Triel-sur-Seine, en aval de Paris, le pont ferroviaire sur la Seine Vers (1904)
- La Seine à Rouen au crépuscule (1905)
- Le Chemin, neige (1905)
- La Bouille, Coin de Seine à La Bouille, Restaurant champêtre de la Bouille (1906)
- La Seine vue de Belbeuf (1907) « Tajan, Paris, 2007 »(Archive.org • Wikiwix • Archive.is • Google • Que faire ?)
- Le 14 juillet, place de la Basse Vieille Tour à Rouen (1908)
- Le Petit Train, côte Sainte-Catherine (1908-1909)
- Le Pont de chemin de fer près de Rouen (1910-1915), Christie's New York, 2008
- Le Vallon du temps perdu (1910)
- Le Bassin aux nymphéas (c. 1910)
- Le Toquesac Aout (1912)
- Le Talus de chemin de fer (1912)
- Rue de l'épicerie à Rouen (1912), huile sur toile, 192 × 150 cm[19]
- Fleurs des champs (c. 1915)[20]
- Pots de géraniums (c. 1915-1920)
- La Barrière, 1919, huile sur toile, 55 × 65 cm[21]
- Le Jardin aux iris (c. 1920)[22]
- Les Chardons en fleurs (1920-25)
- À l'île aux cerises[23]
- Rouen, vue de la Seine[24]
- Dieppe et son port
- Chalands à Dieppedalle
- La Plage de Trouville, Drouot, octobre 2012
- Le Champ de choux, huile sur toile, 81 × 100 cm[25]

## Hommages
Quatre rues de Seine-Maritime commémorent l'artiste : à Barentin, à Bois-Guillaume, au Mesnil-Esnard et à Pavilly. Un square de Rouen, dans le quartier Saint-Clément - Jardin-des-Plantes, porte son nom.
En 2007, une exposition à Bois-Guillaume a réuni 70 de ses œuvres.